# Recchi
Recchi SpA è un'azienda italiana che opera nel settore dell'ingegneria.

## La storia
La Recchi SpA ha origini nel 1933 a Torino, con l'impresa di costruzioni Ing. Enrico Recchi (nato a Pesaro ad inizio secolo) . Nel primo periodo di attività, segnato nel 1939 dalla morte del fondatore e dall'ingresso del fratello Giuseppe Recchi, l'impresa si dedica alla realizzazione di opere civili in Italia, specializzandosi nella costruzione di impianti per la produzione di energia elettrica e grandi infrastrutture pubbliche. Superati gli anni difficili della guerra, la società partecipa alle politiche nazionali di ricostruzione e di sviluppo postbelliche adoperandosi nella costruzione di nuove centrali idroelettriche, una rete autostradale nazionale (i viadotti dell'autostrada Torino-Savona e della Roma-Milano) e le grandi infrastrutture (i ponti ferroviari sui fiumi Po, Orco, Stura, le dighe di Ponte Vittorio e sul lago Eugio).

### Il dopoguerra
Nel periodo della ricostruzione postbellica, la società si dedica all'utilizzo di sistemi di prefabbricazione integrale mediante la messa a punto di proprie tecnologie (sistemi Tunnel e Banches-Tables) e grazie all'acquisizione di brevetti internazionali (Tracoba). Programmazione, razionalizzazione della produzione, solidità ed affidabilità costruttiva, rapidità di esecuzione ed economicità di prezzi, sono i fattori che qualificano gli interventi di edilizia industrializzata di questi anni: il vasto programma a Tripoli in Libia, l'ospedale S. Paolo di Addis Abeba in Etiopia, e in Italia l'ampliamento del quartiere Falchera a Torino oltre a diverse opere di edilizia industriale e scolastica.

### L'apertura al mercato internazionale
Nel 1952 viene realizzato il primo impianto all'estero, la centrale idroelettrica del Ladhon in Grecia. Negli anni cinquanta, grazie all'esperienza acquisita nel campo della costruzione e a una maggiore capacità operativa, l'impresa si apre al mercato internazionale. La costituzione nel 1959 della Recchi S.p.A. Costruzioni Generali segna una svolta nell'evoluzione dell'azienda, segnata da una apertura verso nuovi committenti in tutto il mondo e in particolare nei paesi emergenti.
Appartengono a questo periodo, tra altri, l'impianto idroelettrico di Koka in Etiopia, l'impianto di Akosombo sul fiume Volta in Ghana, il ponte sul Nilo Shambat a Khartoum per la Repubblica del Sudan, le strade del Nilo Azzurro, di Lekempti-Gimbi e di Bedelle Gore in Etiopia e la strada Mwanza-Musoma in Tanzania.
Negli anni sessanta, grazie all'esperienza maturata nel campo della prefabbricazione pesante, la società espande i suoi settori di attività alla costruzione di complessi industriali. Appartengono a questo periodo gli stabilimenti FIAT di Rivalta, Cassino e Villastellone, le fonderie FIAT di Carmagnola, il complesso per il deposito veicoli di Venaria, lo stabilimento Grandi Motori di Trieste, lo stabilimento Pininfarina di Torino, il Quarto Centro Siderurgico di Taranto e lo stabilimento siderurgico di Milazzo. All'estero sono realizzate il cementificio di Addis Abeba in Etiopia e la raffineria Dar es Salaam in Tanzania. Tra il 1961 e il 1965 l'impresa realizza la centrale nucleare Enrico Fermi di Trino Vercellese.
Un periodo di nuova espansione verso il mercato internazionale si apre con la realizzazione di opere in Francia, Spagna, Algeria, Libia, Kenya, Sudan, Ghana, Tanzania, Somalia, Zambia, e poi con l'apertura sotto la guida di Enrico Recchi, ai paesi dell'America Latina, Argentina, Colombia, Ecuador, Repubblica Dominicana.
A partire dagli anni ottanta, per competere con la concorrenza internazionale, la società potenzia le proprie strategie manageriali rivestendo più il ruolo di “general contractor”.  Attiva anche nel campo della difesa ambientale, porta a termine l'impianto di depurazione per la bonifica del Golfo di Salerno. Nel settore delle infrastrutture realizza il potenziamento del Passante ferroviario di Torino, la Metropolitana di Milano e la Linea Tramviaria Rapida di Napoli. Tra le opere edili, il World Trade Center di San Benigno a Genova, la sede del CNR di Firenze, il Palazzo di Giustizia di Torino, e la sede della Banca d'Italia a Frascati (RM).
Negli anni ottanta, Recchi riceve due volte il premio Ingersoll-Rand, premio internazionale del settore delle costruzioni, prima nel 1981, per la costruzione del ponte stradale sul Nilo Bianco a Kosti(Sudan), divenuto simbolo della banconota da venti piastre della Bank of Sudan, poi nel 1989, per il grandioso impianto idroelettrico di Karakaya sul fiume Eufrate in Turchia. Nel 1987 con la fondazione della Recchi America Inc. la società entra nel mercato statunitense. Qui realizza il ponte stradale Acosta sul fiume St. Johns a Jacksonville in Florida, il ponte sul canale Chesapeake a Delaware, la metropolitana sopraelevata People Mover di Miami, oltre a diversi edifici pubblici e residenziali. Nell'aprile 1989 a 47 anni, Enrico Recchi, fratello di Claudio, muore in un incidente aereo. L'aereo che pilotava personalmente, un vecchio Catalina portato dal Venezuela, per un guasto va a frantumarsi contro un parabordo del vecchio scalo torinese dell'Aeritalia.

## Recchi Ingegneria e Partecipazioni S.p.A
Nel 2003, sotto la presidenza di Claudio Recchi, con l'obiettivo di potenziare la gestione integrata dei grandi progetti nazionali e internazionali, nasce la holding di servizi Recchi Ingegneria e Partecipazioni per lo sviluppo di un network integrato di società specializzate nella fornitura di servizi nei diversi ambiti dell'Engineering e del Project & Costruction Management.
Nel 2006 Recchi è Main Sponsor dei XX Giochi olimpici invernali di Torino 2006, e realizza il Nuovo Stadio Olimpico torinese. Nel 2005 vince il concorso internazionale per l'ampliamento e recupero del Museo dell'automobile di Torino, inserito nel 2013 dal quotidiano inglese The Times, tra i migliori 50 musei al mondo. Nell'era della globalizzazione la holding, attraverso le sue partecipate, si apre ai nuovi mercati del continente asiatico, con progetti negli Emirati Arabi Uniti, e con opere infrastrutturali in Kazakistan, Cina e Russia. In ambito nazionale partecipa alla realizzazione del nuovo Headquarter di Intesa Sanpaolo a Torino su progetto dello studio Renzo Piano Building Workshop, del padiglione Italia per l'Expo 2015, e si occupa di grandi programmi di riqualificazione e trasformazione urbana. Nel 2012 vince il concorso internazionale per la realizzazione della Variante 200, un progetto di lunga durata avviato dalla Città di Torino, che interesserà la trasformazione del quadrante nordest della città nei prossimi venti anni.

## Società del gruppo
RecchiEngineering s.r.l. è la società di Engineering Management che si occupa della progettazione e direzione lavori per grandi costruzioni e infrastrutture in Italia e all'estero. Opera principalmente nel settore dei trasporti, dell'edilizia, dell'urbanistica, della sostenibilità, della pianificazione territoriale e ambientale.
Proger S.p.A è oggi una delle maggiori realtà italiane nel campo dei servizi di ingegneria integrata per il territorio e di Project & Construction Management, capace di sviluppare progetti innovativi di grandi dimensioni e seguire l'intero ciclo di realizzazione.